# Justicia ciega (película)
Justicia ciega (título original: Blind Justice) es un telefilme de 1986 dirigido por Rod Holcomb y protagonizada por Tim Matheson, Mimi Kucyik y Lisa Eichhorn. La película de televisión está basada en hechos reales.

## Argumento
Jim Anderson es un fotógrafo felizmente casado. Está preparando su primera exposición cuando es arrestado por un policía por orinar en un parque. En comisaría, una mujer le identifica como el hombre que la asaltó y violó. También le acusan de robo a mano armada. 
Es así como empieza para él una verdadera pesadilla. Aunque él clama que es inocente, el sistema policial y legal está convencido de que tienen al responsable de esos crímenes. Sólo su abogada parece estar convencida de que se está cometiendo una injustica con él.

## Reparto
| Actor                    | Personaje        |
| ------------------------ | ---------------- |
| Tim Matheson             | Jim Anderson     |
| Mimi Kuzyk               | Cathy Anderson   |
| Lisa Eichhorn            | Carolyn Shetland |
| Philip Charles MacKenzie | John Pierson     |
| Tom Atkins               | Kramer           |
| John Kellogg             | Padre de Jim     |

## Recepción
El telefilme ha sido valorado en el Internet en el portal cinematográfico IMDb. Con 80 votos registrados al respecto, la película de televisión obtiene en ese portal una media ponderada de 5,8 sobre 10.